# Duppigheim
Duppigheim is een gemeente in het Franse departement Bas-Rhin (regio Grand Est). De gemeente maakt deel uit van het arrondissement Molsheim. Duppigheim telde op 1 januari 2022 1.873 inwoners.

## Geschiedenis
Op het eind van het ancien régime werd Duppigheim een gemeente. Het behoorde tot het kanton Geispolsheim in het arrondissement Strasbourg in het departement Bas-Rhin.
In 1871 werd Duppigheim met de rest van het departement bij de Vrede van Frankfurt geannexeerd door Duitsland. Het behoorde tot de Kreis Erstein. Na het Verdrag van Versailles werd het gebied weer Frans. De gemeente werd onderdeel van het kanton Geispolsheim in het arrondissement Erstein.
Toen in 1974 het arrondissement Ernstein werd opgeheven, ging alleen het kanton Geispolsheim niet op in het arrondissement Sélestat-Erstein maar in het arrondissement Strasbourg-Campagne. Toen dit arrondissement in 2015 werd opgeheven werd Duppigheim overgeheveld van het kanton Geispolsheim in het arrondissement Strasbourg-Campagne naar respectievelijk het kanton Molsheim en het gelijknamige arrondissement.

## Geografie
De oppervlakte van Duppigheim bedroeg op 1 januari 2022 7,38 vierkante kilometer; de bevolkingsdichtheid was toen 253,8 inwoners per km². 

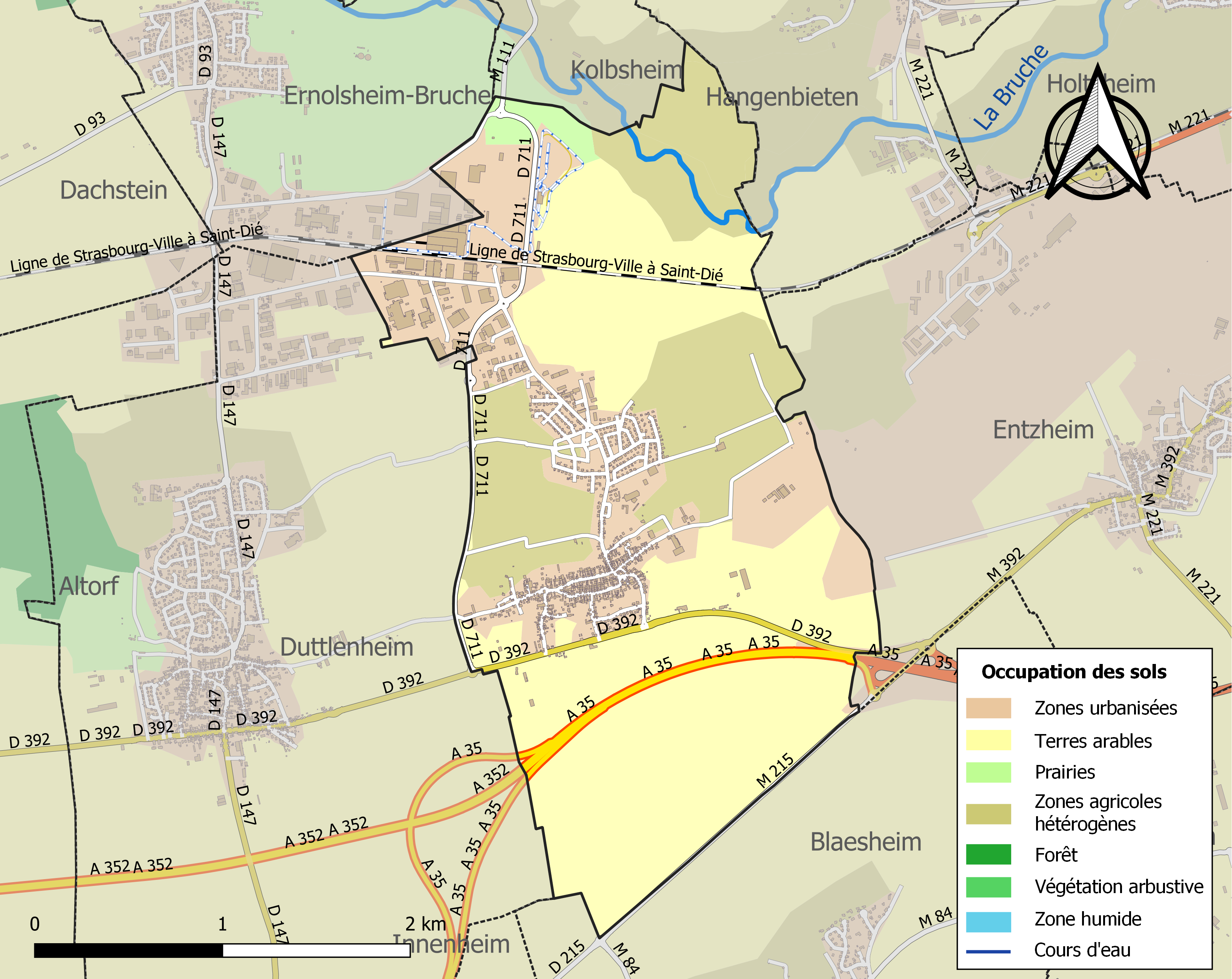
Kaart van de gemeente met de belangrijkste infrastructuur, bodemgebruik en omliggende gemeenten

## Economie
De belangrijkste fabriek van Lohr Industrie is hier gevestigd.

## Verkeer en vervoer
In de gemeente staat het spoorwegstation Duppigheim.

## Demografie
Onderstaande figuur toont het verloop van het inwonertal (bron: INSEE-tellingen).